# Rambot
R A M B O T is een bestuurslaag in het regentschap Aceh Utara van de provincie Atjeh, Indonesië. R A M B O T telt 884 inwoners (volkstelling 2010).